# Franciszek Skąpski
Franciszek Skąpski (ur. 1840 w Muszynie, zm. 1863 pod Ciernem) – polski wojskowy, wachmistrz wojsk austriackich, kapitan wojsk powstańców styczniowych.

## Życiorys
Jego ojciec, Antoni, działał w Towarzystwie Demokratycznym Polskim i brał udział w 1846 roku w przygotowywanym powstaniu w Sądeckim, za co został aresztowany i skazany na śmierć, wyrok zmieniono mu 10 lat więzienia i zwolniono po 2 latach.
Franciszek Skąpski urodził się 18 kwietnia 1840 roku w Muszynie. Uczęszczał do szkoły w Starym Sączu, następnie uczył się w Instytucie Technicznym w Krakowie, po czym rozpoczął służbę w wojsku austriackim. Brał udział w wojnie przeciw Francji i Włochom, gdzie awansował do stopnia wachmistrza.
W roku 1861 poprosił o urlop w wojsku i podjął pracę urzędnika sądowego w Starym Sączu, prowadził też konspiracyjne szkolenie wojskowe dla młodzieży. Po wybuchu powstania styczniowego wyjechał do Krakowa, gdzie początkowo prowadził szkolenie wojskowe dla ochotników do powstania, a następnie wstąpił do oddziału Anastazego Mossakowskiego.
Oddział ten został szybko rozbity z powodu nieudolnego dowodzenia, a sam Skąpski pod Jaworznikiem został trafiony w pierś kulą, która zatrzymała się na medalionie. Z powodu obrażeń przedostał się do Galicji, skąd po kilkutygodniowym leczeniu wrócił do powstania. W maju 1863 roku przejął pod Nowym Miastem dowództwo nad oddziałem Jana Drewnowskiego, którego dowódca opuścił szeregi powstańcze.
Uchodząc przed przeważającymi wojskami rosyjskimi przeprawił oddział przez Wartę i podporządkował się Zygmuntowi Chmieleńskiemu. Szybko uzyskał stopień porucznika, następnie kapitana i został mianowany dowódcą 2. kompanii piechoty.
Niejasne są okoliczności jego śmierci. Według S. Zielińskiego oraz wspomnień swojego ojca, zginął 22 września 1863 roku w bitwie pod Ciernem od strzału w głowę. Natomiast według W. Cabana w bitwie tej został ranny i zmarł później w szpitalu w Żarczycach.
Pochowany na cmentarzu w Jędrzejowie.